# Cardiopetalum surinamense
Cardiopetalum surinamense é uma espécie de planta da família Annonaceae e do gênero Cardiopetalum, encontrada no bioma amazônico, na região próxima ao Suriname. 

## Taxonomia
O táxon foi descrito oficialmente em 1931 por Klas Robert Elias Fries. 